# Verzorgingsplaats Groote Veldblokken
Verzorgingsplaats Groote Veldblokken is een Nederlandse verzorgingsplaats, gelegen aan de zuidzijde van de A37 in de richting Hoogeveen-Meppen tussen afritten 2 en 3 in de gemeente Coevorden.
Aan de andere kant van de snelweg ligt verzorgingsplaats Zwinderscheveld.
Richting Meppen: Groote Veldblokken · Oosterveen
Richting Hoogeveen: Zwinderscheveld